# Gerald R. Ford School of Public Policy
Pour les articles homonymes, voir Gerald Ford.
La Gerald R. Ford School of Public Policy ou Ford School est une école d'administration publique de l'Université du Michigan localisée à Ann Arbor dans le Michigan aux États-Unis. Fondée en 1914, elle porte le nom du président américain Gerald Ford depuis 1999, ce dernier ayant été diplômé en 1935 à l'université du Michigan.
L'école réalise de nombreuses recherches relatives à l'administration publique et à la politique. L'école propose des programmes doubles avec d'autres écoles ce qui permet aux étudiants de disposer de deux diplômes dans des branches différentes.

## Histoire

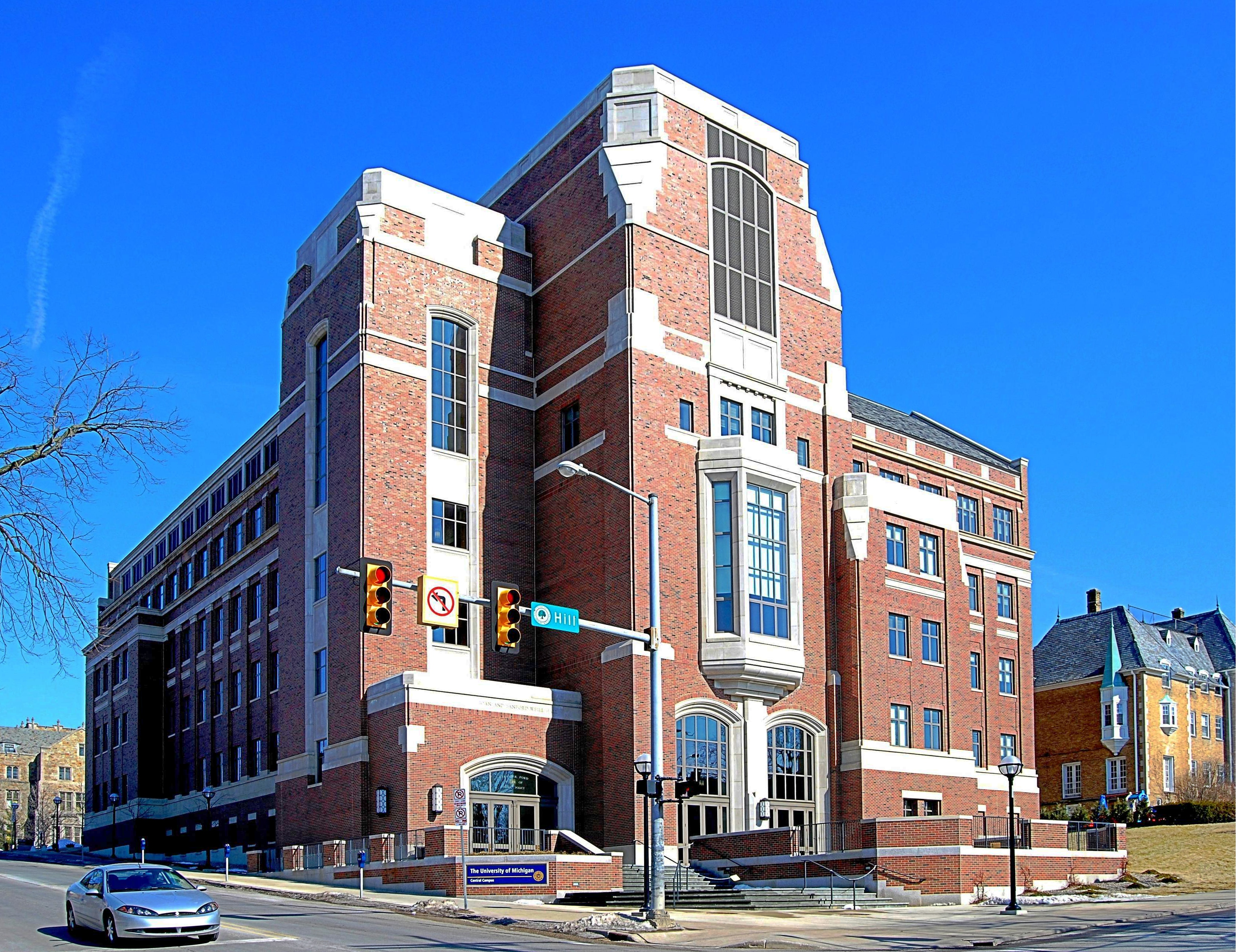
Gerald R. Ford School of Public Policy

La Ford School est fondée en 1914 en tant qu'institut pour l'administration publique. Il s'agit de la plus ancienne institution dans le domaine dans le pays. Elle s'inscrit dans le mouvement de l'Ère progressiste pour assainir l’administration et former les fonctionnaires. Durant la première moitié du XXe siècle, l'institut forme des personnes qui travaillent ensuite pour le gouvernement fédéral ou pour des États américains. Dans les années 1960, l'institut est renommé en Institute for Public Policy Studies, il propose alors de nouvelles formations en sciences sociales, en analyse économique, en politique et en organisation. Les étudiants peuvent alors postuler à des postes nationaux mais aussi internationaux.
L'université du Michigan gère l'institut en tant que School of Public Policy en 1995. En 1999, elle se fait officiellement renommer en hommage à l'ancien président Gerald Ford, un ancien diplômé de l'université du Michigan.

## Programmes
Trois maîtrises sont enseignées par l'école:
- Maîtrise en politique publique (M.P.P.);
- Maîtrise en administration publique (M.P.A.);
- Doctorat de Philosophie en politique publique et en sciences sociales (Ph.D.).

Un diplôme de niveau bachelier est également enseigné:
- Bachelier en arts de la politique publique. (B.A).